# Adam Heydel
Adam Zdzisław Heydel (6 de dezembro de 1893, Stare Gardzienice, Império Russo — 14 de março de 1941, Auschwitz, Polônia), foi um economista polonês, representante da Escola de Cracóvia, defensor do liberalismo econômico e crítico do intervencionismo econômico na Polónia entre guerras.